# Delavan (Illinois)
Delavan és una població dels Estats Units a l'estat d'Illinois. Segons el cens del 2000 tenia 1.825 habitants.

## Demografia
Segons el cens del 2000, Delavan tenia 1.825 habitants, 705 habitatges, i 516 famílies. La densitat de població era de 992,4 habitants/km².
Dels 705 habitatges en un 31,9% hi vivien nens de menys de 18 anys, en un 63,5% hi vivien parelles casades, en un 6,8% dones solteres, i en un 26,7% no eren unitats familiars. En el 24,7% dels habitatges hi vivien persones soles el 13,2% de les quals corresponia a persones de 65 anys o més que vivien soles. El nombre mitjà de persones vivint en cada habitatge era de 2,59 i el nombre mitjà de persones que vivien en cada família era de 3,06.
Per edats la població es repartia de la següent manera: un 27% tenia menys de 18 anys, un 7,7% entre 18 i 24, un 27,2% entre 25 i 44, un 22,7% de 45 a 60 i un 15,4% 65 anys o més.
L'edat mediana era de 38 anys. Per cada 100 dones de 18 o més anys hi havia 93,6 homes.
La renda mediana per habitatge era de 39.063 $ i la renda mediana per família de 46.250 $. Els homes tenien una renda mediana de 36.685 $ mentre que les dones 21.435 $. La renda per capita de la població era de 18.734 $. Aproximadament el 4,2% de les famílies i el 5,7% de la població estaven per davall del llindar de pobresa.

## Poblacions més properes
El següent diagrama mostra les poblacions més properes.